# UK Open 2020 (dart)
Ladbrokes UK Open 2020 – 18. edycja darterskiego turnieju organizowanego przez federację PDC należącego do grupy turniejów w randze Mayor. Turniej po raz siódmy został rozegrany w wakacyjnym resorcie Butlin mieszczącym się w angielskiej miejscowości Minehead. Turniej nosi przydomek "FA Cup of Darts" (pol. Puchar Anglii Darta), ponieważ jest jedynym turniejem w całym kalendarzu darterskim, podczas którego nie ma rozstawionych zawodników, a drabinka każdej rundy jest losowana oddzielnie.
Obrońca tytułu Anglik Nathan Aspinall, który przed rokiem pokonał w finale swojego rodaka Roba Crossa 11-5 odpadł w 4. rundzie po porażce z Michaelem van Gerwenem 8-10. Obydwaj reprezentanci Polski odpadli w swoim pierwszym meczach. Krzysztof Kciuk po porażce w 1. rundzie z Niemcem Steffenem Siepmannem 4-6, a Krzysztof Ratajski uległ w 4. rundzie Anglikowi Chrisowi Dobey'owi 9-10.
Zwycięzcą turnieju po raz trzeci w historii został Holender Michael van Gerwen, który w finale pokonał Walijczyka Gerwyna Price'a 11-9. Najwyższe zakończenie turnieju należało do Belga Dimitriego Van den Bergha oraz zwycięzcy turnieju Michaela van Gerwena, który zakończyli jedne ze swoich wygranych legów maksymalnym zakończeniem ze 170 punktów. Podczas turnieju dwukrtonie leg został zakończony w dziewięciu lotkach udało się to w 6. rundzie Walijczykowi Jonny'emu Claytonowi oraz w półfinale van Gerwenowi.

## Pula nagród
| Runda           | Pieniądze (£) |
| Zwycięzca       | 100 000       |
| Finalista       | 40 000        |
| Półfinalista    | 20 000        |
| Ćwierćfinalista | 12 500        |
| 6. runda        | 7 500         |
| 5. runda        | 4 000         |
| 4. runda        | 2 000         |
| 3. runda        | 1 000         |
| 2. runda        | 0             |
| 1. runda        | 0             |
| Łącznie         | 450 000       |

## Format
W turnieju bierze udział łącznie 160 zawodników, który kwalifikują się na podstawie poniższych kryteriów:
- Zawodnicy posiadający kartę PDC Pro Tour w sezonie 2020 (128)
- Najlepsi zawodnicy w rozgrywkach PDC Challenge Tour w sezonie 2019, którzy nie posiadają karty PDC Pro Tour (8)
- Najlepsi zawodnicy w rozgrywkach PDC Development Tour w sezonie 2019, którzy nie posiadają karty PDC Pro Tour (8)
- Zwycięzcy turniejów kwalifikacyjny rozgrywanych w sieci barów Riley na terenie Wielkiej Brytanii (16)

Turniej składa się łącznie z 9 rund, które odbywają się w poniższym formacie:
- W 1. rundzie (rozgrywanej do 6 wygranych legów) grę rozpoczynają zawodnicy nie posiadający karty PDC Pro Tour oraz 32 posiadaczy owej karty zajmujący pośród tychże zawodników miejsca od 97 do 128 w rankingu PDC Order of Merit.
- W 2. rundzie (rozgrywanej do 6 wygranych legów) grę rozpoczynają zawodnicy zajmujący pośród posiadaczy karty PDC Pro Tour miejsca od 65 do 96 w rankingu PDC Order of Merit.
- W 3. rundzie (rozgrywanej do 6 wygranych legów) grę rozpoczynają zawodnicy zajmujący pośród posiadaczy karty PDC Pro Tour miejsca od 33 do 64 w rankingu PDC Order of Merit.
- W 4. rundzie (rozgrywanej do 10 wygranych legów) grę rozpoczynają zawodnicy zajmujący pośród posiadaczy karty PDC Pro Tour miejsca od 1 do 32 w rankingu PDC Order of Merit.
- Wszystkie powyższe rundy odbywają się w dniu 6 marca i do ich rozegrania używa się 8 tarcz.
- 5. runda (rozgrywana do 10 wygranych legów) odbywa się 7 marca i do jej rozegrania używa się 4 tarcz.
- 6. runda (rozgrywana do 10 wygranych legów) odbywa się 7 marca i do jej rozegrania używa się 2 tarcz.
- Ćwierćfinały (rozgrywane do 10 wygranych legów), Półfinały oraz Finał (obydwie rundy rozgrywane do 11 wygranych legów) odbywają się 8 marca i do rozegrania używa się 1 tarczy.

## Uczestnicy
| Od 4. rundy | Od 3. rundy | Od 2. rundy | Od 1. rundy Posiadacze karty PDC Pro Tour | Od 1. rundy Nie posiadający kart PDC Pro Tour |
| - Michael van Gerwen (1) - Peter Wright (2) - Gerwyn Price (3) - Rob Cross (4) - Michael Smith (5) - Gary Anderson (6) - Daryl Gurney (7) - Nathan Aspinall (8) - James Wade (9) - Dave Chisnall (10) - Ian White (11) - Mensur Suljović (12) - Adrian Lewis (13) - Simon Whitlock (14) - Joe Cullen (15) - Stephen Bunting (16) - Jonny Clayton (17) - Krzysztof Ratajski (18) - Chris Dobey (19) - Glen Durrant (20) - Jeffrey De Zwaan (21) - Mervyn King (22) - Jermaine Wattimena (23) - Max Hopp (24)* - Steve Beaton (25) - Darren Webster (26) - Danny Noppert (27) - Ricky Evans (28) - Dmitri Van den Bergh (29) - Keegan Brown (30) - John Henderson (31) - Brendan Dolan (32) | - Steve West (33) - Vincent van der Voort (34) - Luke Hemphries (35) - Kim Huybrechts (36) - William O'Connor (37) - Gabriel Clemens (38) - James Wilson (39) - Steve Lennon (40) - Ryan Searle (41) - Kyle Anderson (42) - Ryan Joyce (43) - Josh Payne (44) - Jaime Hughes (45) - Cristo Reyes (46) - Ross Smith (47) - Ron Meulenkamp (48) - Jelle Klaasen (49) - Darius Labanauskas (50) - Martin Schindler (51) - Benito van de Pas (52) - Richard North (53) - Mickey Mansell (54) - Justin Pipe (55) - Jan Dekker (56) - Devon Petersen (57) - Jamie Lewis (58) - Luke Woodhouse (59) - Jose de Sousa (60) - Robert Thornton (61) - Toni Alcinas (62) - Matthew Edgar (63) - Simon Stevenson (64) | - Harry Ward (65) - Ted Evetts (66) - Mark McGeeney (67) - Andy Boulton (68) - Madars Razma (69) - Rowby-John Rodriguez (70) - Geert Nentjes (71) - Scott Baker (72) - Joe Murnan (73) - Marko Kantele (74) - Gavin Carlin (75) - Conan Whitehead (76) - Kirk Shepherd (77) - Maik Kuivenhoven (78) - Christian Bunse (79) - Matt Clark (80) - Adrian Grey (81) - Reece Robinson (82) - David Pallett (83) - Niels Zonneveld (84) - Vincent van der Meer (85) - Carl Wilkinson (86) - Yordi Meeuwisse (87) - John Michael (88) - Jeff Smith (89) - Barrie Bates (90) - Jonathan Worsley (91) - Nathan Derry (92) - Mike van Duivenbode (93) - Dirk van Duijvenbode (94) - Jason Lowe (95) - Nick Kenny (96) | - Scott Waites (97) - Alan Tabern (98) - Wesley Harms (99) - Karel Sedláček (100) - Adam Hunt (101) - Wayne Jones (102) - Steve Brown (103) - Kai Fan Leung (104) - Mike De Decker (105) - Peter Jacques (106) - Daniel Larsson (107) - Gary Blades (108) - Martijn Kleermaker (109) - Boris Krčmar (110)* - Harald Leitinger (111) - Jesús Noguera (112) - Andy Hamilton (113) - Lisa Ashton (114) - Ryan Murray (115) - Damon Heta (116) - Darren Penhall (117) - William Borland (118) - Ryan Meikle (119) - Michael Barnand (120) - Derk Telnekes (121) - Ciaran Teehan (122) - Martin Atkins (123) - Aaron Beeney (124) - Bradley Brooks (125) - Callan Rydz (126) - Krzysztof Kciuk (127) - Steffen Siepmann (128) | Challenge Tour - Cameron Menzies - Stephen Burton - Boris Koltsov - Andy Jenkins - Cody Harris - Berry van Peer - Kyle McKinstry - Patrick Lynskey Development Tour - Shane McGuirk - Nathan Rafferty - Keane Barry - Greg Ritchie - Andrew Davidson - Kevin Doets - Owen Roelofs - Danny van Trijp - Ben Cheeseman * Kwalifikanci z barów Riley - Jason Heaver (Londyn#1) - Jamie Clark (Aberdeen) - Adam Huckvale (Chester) - Kelvin Self (Norwich#1) - Fallon Sherrock (Wolverhampton#1) - Scott Taylor (Chorlton) - Adam Smith-Neale (Coventry) - Kevin Burness (Nottingham) - Lewy Williams (Sheffield) - Rhys Hayden (South Benfleet) - Robert Owen (Wolverhampton#2) - Darren Beveridge (Greenock) - James Richardson (Harlow) - Justin Smith (Liverpool) - Alfie Thompson (Norwich#2) - Jason Askew (Londyn#2) |

Objaśnienia:
1. Max Hopp wycofał się z turnieju rano 6 marca z powodu choroby. Hopp nie został wzięty pod uwagę w losowaniu 4. rundy, od której miał rozpocząć turniej, a zawdonik, który został wylosowany jako 63, czyli ostatni otrzymał wolny los.
2. Boris Krčmar wycofał się z turnieju przed jego losowaniem. Został on zastąpiony przez najlepszego zawodnika z rankingu rozgrywek PDC Development Tour w sezonie 2019, który do tej pory nie wywalczył kwalifikacji  Bena Cheesemana.

## Drabinka

### Piątek,6 marca

#### 1. runda (do 6 wygranych legów)
| Zawodnik               | Wynik | Zawodnik              |  | Zawodnik             | Wynik | Zawodnik                 |
| ---------------------- | ----- | --------------------- |  | -------------------- | ----- | ------------------------ |
| Mike De Decker 91.13   | 6 – 2 | Lisa Ashton 84.07     |  | Damon Heta 92.69     | 4 – 6 | Scott Waites 100.60      |
| Kyle McKinstry 92.57   | 6 – 1 | Fallon Sherrock 87.71 |  | Cody Harris 87.40    | 6 – 5 | Scott Taylor 89.89       |
| Kai Fan Leung          | 6 – 3 | Kevin Self            |  | Adam Hunt 87.55      | 0 – 6 | Karel Sedláček 94.93     |
| Keane Barry 81.89      | 2 – 6 | Alan Tabern 85.94     |  | Andy Hamilton 85.73  | 6 – 3 | Patrick Lynskey 81.46    |
| Steffen Siepmann 89.07 | 6 – 4 | Krzysztof Kciuk 94.01 |  | Peter Jacques 88.41  | 6 – 4 | Ciaran Teehan 90.49      |
| Michael Barnand 86.26  | 5 – 6 | Steve Brown 90.58     |  | Daniel Larsson 84.91 | 6 – 5 | Ryan Meikle 84.29        |
| Jason Askew 88.31      | 6 – 4 | Greg Ritchie 80.87    |  | Jason Heaver 96.97   | 6 – 0 | Jesús Noguera 80.97      |
| Adam Smith-Neale       | 6 – 4 | Ben Cheeseman         |  | Darren Beveridge     | 3 – 6 | Nathan Rafferty          |
| Adam Huckvale 68.58    | 1 – 6 | Stephen Burton 79.51  |  | Rhys Hayden 90.87    | 6 – 5 | Jaime Clark 89.34        |
| Cameron Menzies 95.96  | 5 – 6 | Bradley Brooks 95.63  |  | Kevin Burness 75.91  | 1 – 6 | Harald Leitinger 86.65   |
| Aaron Beeney 76.53     | 3 – 6 | Wesley Harms 86.04    |  | Boris Koltsov 85.99  | 4 – 6 | Danny van Trijp 85.98    |
| Andrew Davidson 73.53  | 2 – 6 | William Borland 86.05 |  | Lewy Williams 93.42  | 6 – 5 | Robert Owen 94.03        |
| Martin Atkins 91.05    | 6 – 5 | Ryan Murray 93.90     |  | Shane McGuirk 85.70  | 5 – 6 | Callan Rydz 88.16        |
| Wayne Jones 92.15      | 6 – 1 | Gary Blades 79.54     |  | Berry van Peer 77.13 | 6 – 3 | Owen Roelofs 77.06       |
| Justin James 88.10     | 6 – 3 | Andy Jenkins 84.28    |  | Derk Telnekes 91.66  | 6 – 3 | Martijn Kleermaker 90.81 |
| James Richardson 89.38 | 6 – 4 | Darren Penhall 88.25  |  | Kevin Doets 89.65    | 6 – 1 | Alfie Thompson 80.36     |

#### 2. runda (do 6 wygranych legów)
| Zawodnik                   | Wynik | Zawodnik                   |  | Zawodnik               | Wynik | Zawodnik               |
| -------------------------- | ----- | -------------------------- |  | ---------------------- | ----- | ---------------------- |
| Scott Baker 87.82          | 5 – 6 | Mark McGeeney 99.33        |  | Jeff Smith 97.94       | 5 – 6 | John Michael 94.88     |
| David Pallett 80.80        | 3 – 6 | Kevin Doets 88.51          |  | Jason Heaver 80.01     | 4 – 6 | Kyle McKinstry 87.67   |
| Marko Kantele 89.10        | 0 – 6 | Dirk van Duijvenbode 94.93 |  | Scott Waites 100.26    | 6 – 1 | Geert Nentjes 93.88    |
| Daniel Larsson 90.96       | 5 – 6 | Mike De Decker 88.80       |  | Bradley Brooks 90.49   | 6 – 3 | Nick Kenny 77.93       |
| Harry Ward 90.70           | 6 – 5 | Gavin Carlin 90.83         |  | Kirk Shepherd 77.95    | 2 – 6 | Kai Fan Leung 89.01    |
| Karel Sedláček 87.51       | 6 – 2 | Barrie Bates 82.43         |  | Rhys Hayden 87.27      | 6 – 4 | James Richardson 87.15 |
| Andy Boulton 87.15         | 6 – 2 | Reece Robinson 81.42       |  | Nathan Derry 85.43     | 3 – 6 | Maik Kuivenhoven 95.35 |
| Justin Smith 95.11         | 5 – 6 | Wesley Harms 88.67         |  | Derk Telnekes 83.76    | 3 – 6 | Madars Razma 89.22     |
| Jonathan Worsley 83.39     | 6 – 4 | Matt Clark 79.33           |  | Carl Wilkinson 87.02   | 2 – 6 | Steffen Siepmann 91.81 |
| Ted Evetts 82.80           | 6 – 1 | Berry van Peer 80.46       |  | Steve Brown 98.63      | 3 – 6 | Alan Tabern 97.29      |
| Cody Harris 88.49          | 1 – 6 | Jason Lowe 91.35           |  | Martin Atkins 89.70    | 6 – 2 | Christian Bunse 86.21  |
| Mike van Duivenbode 84.67  | 1 – 6 | Nathan Rafferty 94.01      |  | Niels Zonneveld 95.50  | 6 – 4 | Andy Hamilton 97.49    |
| Rowby-John Rodriguez 91.60 | 5 – 6 | Jason Askew 91.18          |  | Peter Jacques 86.57    | 3 – 6 | Yordi Meeuwisse 91.40  |
| Lewy Williams 97.47        | 6 – 3 | Adrian Grey 94.05          |  | Harald Leitinger 84.98 | 3 – 6 | Joe Murnan 94.45       |
| Stephen Burton 81.09       | 6 – 4 | Vincent van der Meer 85.34 |  | Wayne Jones 89.30      | 3 – 6 | Conan Whitehead 92.67  |
| Danny van Trijp 94.23      | 0 – 6 | William Borland 98.02      |  | Adam Smith-Neale 85.71 | 3 – 6 | Callan Rydz 85.07      |

#### 3. runda (do 6 wygranych legów)
| Zawodnik               | Wynik | Zawodnik                |  | Zawodnik                    | Wynik | Zawodnik                   |
| ---------------------- | ----- | ----------------------- |  | --------------------------- | ----- | -------------------------- |
| Luke Humphries 98.79   | 6 – 5 | Kyle Anderson 92.24     |  | Kim Huybrechts 83.93        | 6 – 1 | Robert Thornton 75.90      |
| Josh Payne 89.98       | 6 – 4 | Luke Woodhouse 86.49    |  | Ryan Searle 94.29           | 6 – 5 | Cristo Reyes 88.46         |
| William O'Connor 99.85 | 6 – 2 | Jan Dekker 92.43        |  | Vincent van der Voort 85.63 | 6 – 4 | John Michael 84.22         |
| William Borland 94.01  | 6 – 5 | Mike De Decker 91.73    |  | Ron Meulenkamp 92.26        | 4 – 6 | Richard North 92.62        |
| Conan Whitehead 92.92  | 2 – 6 | Steve West 94.88        |  | Devon Petersen 92.50        | 4 – 6 | Bradley Brooks 86.59       |
| Wesley Harms 93.18     | 5 – 6 | Martin Atkins 89.23     |  | Stephen Burton 85.73        | 2 – 6 | Kyle McKinstry 88.94       |
| Jamie Lewis 94.01      | 6 – 5 | Ross Smith 95.57        |  | Ted Evetts 86.83            | 4 – 6 | James Wilson 91.04         |
| Steve Lennon 98.89     | 4 – 6 | Alan Tabern 100.32      |  | Mickey Mansell 80.86        | 2 – 6 | Niels Zonneveld 90.98      |
| Justin Pipe 96.37      | 6 – 3 | Kai Fan Leung 86.18     |  | Ryan Joyce 99.30            | 6 – 2 | Yordi Meeuwisse 86.03      |
| José de Sousa 90.29    | 4 – 6 | Lewy Williams 91.11     |  | Nathan Rafferty 88.70       | 2 – 6 | Jamie Hughes 96.30         |
| Maik Kuivenhoven 96.64 | 3 – 6 | Gabriel Clemens 97.81   |  | Darius Labanauskas 89.80    | 3 – 6 | Dirk van Duijvenbode 92.89 |
| Rhys Hayden 85.90      | 6 – 2 | Toni Alcinas 82.69      |  | Matthew Edgar 84.19         | 6 – 3 | Callan Rydz 81.41          |
| Martin Schindler 84.60 | 6 – 4 | Benito van de Pas 85.55 |  | Mark McGeeney 91.59         | 4 – 6 | Andy Boulton 94.13         |
| Jonathan Worsley 91.77 | 3 – 6 | Jason Lowe 99.50        |  | Madars Razma 87.83          | 2 – 6 | Scott Waites 91.34         |
| Jelle Klaasen 94.15    | 6 – 4 | Jason Askew 86.89       |  | Harry Ward 88.60            | 6 – 3 | Steffen Siepmann 80.92     |
| Kevin Doets 90.40      | 5 – 6 | Simon Stevenson 98.96   |  | Karel Sedláček 82.97        | 3 – 6 | Joe Murnan 91.27           |

#### 4. runda (do 10 wygranych legów)
| Zawodnik                    | Wynik  | Zawodnik                    |  | Zawodnik                  | Wynik  | Zawodnik                |
| --------------------------- | ------ | --------------------------- |  | ------------------------- | ------ | ----------------------- |
| Gerwyn Price 104.23         | 10 – 3 | Danny Noppert 92.34         |  | Glen Durrant 96.14        | 8 – 10 | Peter Wright 102.30     |
| Michael van Gerwen 105.48   | 10 – 8 | Nathan Aspinall 97.69       |  | Gary Anderson 99.38       | 10 – 7 | Steve Beaton 91.06      |
| Rhys Hayden 84.80           | 5 – 10 | Dimitri Van den Bergh 91.75 |  | Dave Chisnall 92.99       | 8 – 10 | William O'Connor 96.05  |
| Vincent van der Voort 89.30 | 9 – 10 | Stephen Bunting 90.59       |  | Krzysztof Ratajski 105.29 | 9 – 10 | Chris Dobey 105.06      |
| Harry Ward 90.42            | 6 – 10 | Ian White 99.29             |  | Mensur Suljović 92.61     | 10 – 4 | Jamie Lewis 88.03       |
| Ryan Joyce 95.29            | 9 – 10 | Gabriel Clemens 99.48       |  | Michael Smith 96.80       | 10 – 4 | James Wilson 87.10      |
| Kim Huybrechts 96.16        | 10 – 8 | Ryan Searle 95.92           |  | Richard North 90.89       | 6 – 10 | Alan Tabern 92.45       |
| Dirk van Duijvenbode 95.30  | 10 – 9 | Jermaine Wattimena 91.53    |  | Jeffrey de Zwaan 96.47    | 7 – 10 | Simon Whitlock 97.11    |
| Kyle McKinstry 91.97        | 10 – 8 | Bradley Brooks 88.82        |  | Rob Cross 91.64           | 10 – 7 | Niels Zonneveld 85.60   |
| Joe Cullen 93.15            | 10 – 7 | Mervyn King 84.38           |  | Adrian Lewis 94.91        | 4 – 10 | Jason Lowe 99.82        |
| William Borland 83.46       | 5 – 10 | Jelle Klaasen 92.81         |  | Joe Murnan 88.05          | 4 – 10 | Ricky Evans 92.66       |
| Simon Stevenson 85.43       | 10 – 9 | Darren Webster 90.52        |  | Jonny Clayton 103.58      | 10 – 7 | Scott Waites 94.04      |
| Luke Humphries 91.04        | 8 – 10 | Andy Boulton 89.16          |  | Lewy Williams 84.25       | 9 – 10 | Steve West 84.52        |
| Matthew Edgar 85.27         | 10 – 5 | Josh Payne 85.66            |  | James Wade 90.92          | 10 – 5 | John Henderson 90.93    |
| Keegan Brown 98.19          | 9 – 10 | Daryl Gurney 98.60          |  | Justin Pipe 83.27         | 2 – 10 | Martin Schindler 103.21 |
| Brendan Dolan 95.26         | 9 – 10 | Jamie Hughes 100.50         |  | Martin Atkins             | wo     | wolny los               |

### Sobota,7 marca

#### 5. runda (do 10 wygranych legów)
| Zawodnik               | Wynik  | Zawodnik               |  | Zawodnik                   | Wynik  | Zawodnik                    |
| ---------------------- | ------ | ---------------------- |  | -------------------------- | ------ | --------------------------- |
| Simon Whitlock 92.57   | 5 – 10 | Chris Dobey 98.45      |  | Jason Lowe 95.15           | 9 – 10 | Michael van Gerwen 95.63    |
| Peter Wright 101.49    | 10 – 6 | Ian White 98.52        |  | Rob Cross 93.73            | 10 – 9 | Michael Smith 98.87         |
| Daryl Gurney 94.86     | 10 – 9 | William O'Connor 91.22 |  | Gerwyn Price 98.60         | 10 – 3 | Ricky Evans 89.92           |
| James Wade 95.88       | 10 – 1 | Kim Huybrechts 88.55   |  | Gary Anderson 91.29        | 10 – 5 | Simon Stevenson 88.38       |
| Joe Cullen 93.12       | 4 – 10 | Jonny Clayton 101.60   |  | Dirk van Duijvenbode 95.58 | 7 – 10 | Mensur Suljović 91.67       |
| Stephen Bunting 102.31 | 10 – 2 | Alan Tabern 94.22      |  | Matthew Edgar 81.49        | 4 – 10 | Dimitri Van den Bergh 92.01 |
| Jamie Hughes 91.48     | 10 – 7 | Martin Atkins 88.99    |  | Jelle Klaasen 97.41        | 10 – 1 | Steve West 88.43            |
| Kyle McKinstry 97.98   | 10 – 5 | Martin Schindler 90.82 |  | Andy Boulton 90.76         | 6 – 10 | Gabriel Clemens 99.47       |

#### 6. runda (do 10 wygranych legów)
| Zawodnik                   | Wynik  | Zawodnik              |  | Zawodnik            | Wynik  | Zawodnik                  |
| -------------------------- | ------ | --------------------- |  | ------------------- | ------ | ------------------------- |
| Chris Dobey 95.55          | 8 – 10 | Jonny Clayton 99.23   |  | Gerwyn Price 102.87 | 10 – 9 | Gabriel Clemens 97.33     |
| Jaime Hughes 90.70         | 10 – 5 | Mensur Suljović 91.43 |  | James Wade 92.49    | 4 – 10 | Michael van Gerwen 108.93 |
| Dmitri Van den Bergh 94.11 | 10 – 8 | Kyle McKinstry 89.67  |  | Jelle Klaasen 93.01 | 10 – 9 | Gary Anderson 94.06       |
| Rob Cross 94.46            | 10 – 8 | Stephen Bunting 91.20 |  | Peter Wright 101.78 | 6 – 10 | Daryl Gurney 99.33        |

### Niedziela,8 marca

#### Ćwierćfinały (do 10 wygranych legów)
| Zawodnik                    | Wynik  | Zawodnik            |
| --------------------------- | ------ | ------------------- |
| Dmitri Van den Bergh 102.38 | 5 – 10 | Gerwyn Price 102.15 |
| Michael van Gerwen 110.81   | 10 – 4 | Rob Cross 95.12     |
| Daryl Gurney 95.26          | 10 – 9 | Jelle Klaasen 94.62 |
| Jaime Hughes 90.57          | 9 – 10 | Jonny Clayton 91.38 |

#### Półfinały i Finał
|  |                                   |                                   |                                   |                           |    |                               |                               |                               |
|  | Półfinały (do 11 wygranych legów) | Półfinały (do 11 wygranych legów) | Półfinały (do 11 wygranych legów) |                           |    | Finał (do 11 wygranych legów) | Finał (do 11 wygranych legów) | Finał (do 11 wygranych legów) |
|  | Półfinały (do 11 wygranych legów) | Półfinały (do 11 wygranych legów) | Półfinały (do 11 wygranych legów) |                           |    | Finał (do 11 wygranych legów) | Finał (do 11 wygranych legów) | Finał (do 11 wygranych legów) |
|  |                                   |                                   |                                   |                           |    |                               |                               |                               |
|  |                                   |                                   |                                   |                           |    |                               |                               |                               |
|  | Gerwyn Price 102.39               | Gerwyn Price 102.39               | 11                                |                           |    |                               |                               |                               |
|  | Gerwyn Price 102.39               | Gerwyn Price 102.39               | 11                                |                           |    |                               |                               |                               |
|  | Jonny Clayton 90.64               | Jonny Clayton 90.64               | 4                                 |                           |    |                               |                               |                               |
|  | Jonny Clayton 90.64               | Jonny Clayton 90.64               | 4                                 |                           |    | Gerwyn Price 99.16            | Gerwyn Price 99.16            | 9                             |
|  |                                   |                                   |                                   |                           |    | Gerwyn Price 99.16            | Gerwyn Price 99.16            | 9                             |
|  |                                   |                                   | Michael van Gerwen 101.42         | Michael van Gerwen 101.42 | 11 |                               |                               |                               |
|  | Michael van Gerwen 110.59         | Michael van Gerwen 110.59         | Michael van Gerwen 101.42         | Michael van Gerwen 101.42 | 11 | 11                            |                               |                               |
|  | Michael van Gerwen 110.59         | Michael van Gerwen 110.59         |                                   |                           |    |                               |                               |                               |
|  | Daryl Gurney 96.76                | Daryl Gurney 96.76                | 3                                 |                           |    |                               |                               |                               |
|  | Daryl Gurney 96.76                | Daryl Gurney 96.76                | 3                                 |                           |    |                               |                               |                               |
|  |                                   |                                   |                                   |                           |    |                               |                               |                               |

## Rankingi po turnieju
| Miejsce | Zawodnik           | Punkty (£) |
| ------- | ------------------ | ---------- |
| 1.      | Michael van Gerwen | 1 683 750  |
| 2.      | Peter Wright       | 963 000    |
| 3.      | Gerwyn Price       | 830 750    |
| 4.      | Rob Cross          | 588 250    |
| 5.      | Michael Smith      | 561 000    |
| 6.      | Daryl Gurney       | 477 750    |
| 7.      | Nathan Aspinall    | 465 750    |
| 8.      | Gary Anderson      | 449 750    |
| 9.      | James Wade         | 449 250    |
| 10.     | Dave Chisnall      | 398 250    |

| Miejsce | Zawodnik           | Punkty (£) |
| ------- | ------------------ | ---------- |
| 11.     | Ian White          | 395 250    |
| 12.     | Mensur Suljović    | 369 250    |
| 13.     | Adrian Lewis       | 291 750    |
| 14.     | Simon Whitlock     | 281 500    |
| 15.     | Jonny Clayton      | 267 750    |
| 16.     | Joe Cullen         | 260 500    |
| 17.     | Stephen Bunting    | 256 750    |
| 18.     | Krzysztof Ratajski | 246 750    |
| 19.     | Chris Dobey        | 240 250    |
| 20.     | Glen Durrant       | 237 500    |

| Miejsce | Zawodnik              | Punkty (£) |
| ------- | --------------------- | ---------- |
| 21.     | Jeffrey de Zwaan      | 230 250    |
| 22.     | Mervyn King           | 229 750    |
| 23.     | Max Hopp              | 220 000    |
| 24.     | Jermaine Wattimena    | 218 000    |
| 25.     | Steve Beaton          | 207 500    |
| 26.     | Danny Noppert         | 203 500    |
| 27.     | Darren Webster        | 198 000    |
| 28.     | Dimitri Van den Bergh | 197 500    |
| 29.     | Ricky Evans           | 190 000    |
| 30.     | Keegan Brown          | 169 000    |